# Incidente de Orahodoga
El incidente de Tauran, se libró entre fuerzas de la Unión Soviética, Mongolia, Japón y Manchukuo, durante los conflictos fronterizos soviético-japoneses, por el control de la aldea fronteriza mongola de Tauran.

## Línea de tiempo
El 11 de marzo, un ejército de menos de 100 soldados mongoles con seis asesores soviéticos invadió el pueblo en disputa de Tauran, donde derrotó a los defensores de Manchuria. Más tarde, ese mismo día, el Ejército Imperial Japonés con algunos voluntarios de Manchuria lanzaron un ataque masivo para retomar la aldea. Las fuerzas japonesas consistieron en diez vehículos blindados y docenas de aviones de combate, que bombardearon la aldea durante la noche. A la mañana siguiente, los japoneses lanzaron su asalto terrestre con una fuerza de más de 400 soldados y algunos tanques. Los mongoles fueron masacrados y apenas causaron daño a los japoneses, ya que se vieron obligados a retirarse. Una cuarta parte de su fuerza inicial murió junto con dos oficiales y su comandante. También murieron tres asesores soviéticos, lo que generó tensiones entre ambas naciones.